# Derali
Derali, auch Derah, war ein Längenmaß in Kairo. Das ähnliche Maß Deral galt in Kalkutta.
- 1 Derali = 245,9 Pariser Linien = 554,7 Millimeter